# コスモヴューファーム
有限会社コスモヴューファームは、北海道新冠郡新冠町字東泊津1-2に新たな本場を構える競走馬（サラブレッド）の生産、育成を行う牧場。

## 歴史
1996年にビッグレッドグループ総帥の岡田繁幸によって設立される。1999年に社名変更を行い、現在の名称となった。
2011年は「ゼンノ」冠で知られる大迫正善から一口馬主法人「ウインレーシングクラブ」の経営を譲渡され、傘下に組み込んでいる。
2016年、若者の雇用に積極的で、人材の育成、雇用管理にも優秀な企業であるとして、厚生労働省より生産牧場としては初めて「ユースエール企業」の認定を受けた。

## 施設
本場のほか、5つの分場で競走馬の生産、育成、調教、休養を行う総合牧場である。総面積は230ヘクタールで、315馬房を有する。

### 本場
育成調教を担うエルフ本場は新冠町に位置しており、夏場は涼しく、冬場は降雪量が少ないため、サラブレッドの育成に適している。7棟の厩舎に100の馬房を構え、設備としては、坂路1000m、電動開閉式ゲート、ウォーキングマシーン3基を有し、隣接するセフィーロ分場の屋外トラック1100mと屋内トラック600mを併用して調教を行っている。
分場の広大な放牧地で育った若駒は、1歳秋になると充実した調教設備を持つ本場に集められ、デビューに向けた調教を積まれていく。ビッグレッドファームと同様のハードトレーニングが施され、グループの理念である「丈夫な馬作り」を基本とした育成が行われている。

### 分場
生産や繁殖牝馬の繋養、本場移動前の若駒の管理を行う分場が4つある。当歳馬に対しても、早い時期から夜間放牧が行われている。
| 牧場名                          | 開場年 | 所在                | 面積 | 馬房数 | 主な管理馬                                     |
| ------------------------------- | ------ | ------------------- | ---- | ------ | ---------------------------------------------- |
| コスモヴューファーム 並木       | 2004年 | 新冠町字西泊津64-2  | 46ha | 45     | 繁殖牝馬、当歳馬                               |
| コスモヴューファーム オーク     | 2006年 | 新冠町字西泊津160-5 | 27ha | 35     | 1歳馬、離乳後の当歳馬                          |
| コスモヴューファーム エルフ     | 2008年 | 新冠町字東泊津45-1  | 52ha | 100    | 育成馬、休養馬 1歳馬、離乳後の当歳馬、繁殖牝馬 |
| コスモヴューファーム イースト   | 2013年 | 新冠町字東泊津170-1 | 20ha | 29     | 繁殖牝馬、休養馬                               |
| コスモヴューファーム セフィーロ | 2021年 | 新冠町字西泊津197-1 | 12ha | 32     | 育成馬、休養馬                                 |

## 代表者
岡田亜希子

## 主な生産馬
※括弧内は当該馬の優勝重賞競走。
- マイネソーサリス（2005年愛知杯）[7]
- ドリームシグナル（2008年シンザン記念）[8]
- ウインブライト（2017年スプリングステークス、福島記念、2018年中山記念、2019年中山金杯、2019年中山記念、クイーンエリザベス2世カップ、香港カップ）[9]
- ウインガニオン（2017年中京記念）[10]
- ウインムート（2018年兵庫ゴールドトロフィー、2019年さきたま杯）[11]
- ウインマリリン（2020年フローラステークス、2021年日経賞、オールカマー、2022年香港ヴァーズ）
- ウインキートス（2021年目黒記念）
- ウインマーベル（2022年葵ステークス、2023年阪神カップ、2024年阪急杯、京王杯スプリングカップ）
- ウインマイティー（2022年マーメイドステークス）
- ウインカーネリアン（2022年関屋記念、2023年東京新聞杯）[12]
- ウイングレイテスト（2023年スワンステークス）[13]

## 主な繋養馬

### 繁殖牝馬
- イクスキューズ（2009年 - ）
- サマーエタニティ（2010年 - ）
ウインブライトの母。
- コスモネモシン（2014年 - ）
- ウインプリメーラ（2017年 - ）
- ピエナビーナス（2018年 - ）
- ウインキートス（2023年 - ）
- ウインマイティー（2024年 - ）
- ウインマリリン（2024年 - ）

#### 過去に繋養されていた繁殖牝馬
- コスモプラチナ（2021年9月25日転売不明）
- コスモヴァレンチ（2021年7月15日転売不明）
- コスモフォーチュン（2020年6月13日転売不明）
- サクセスストレイン（2018年12月5日転売不明）
- コスモチェーロ（2023年4月27日死亡。ウインマリリン、ウインマーレライらの母）

なお、転売不明となっている元繁殖牝馬は重賞レースを制しているにもかかわらず、功労馬繋養展示事業の対象馬にならなかった。その後の消息はいずれも不明。

## 主な所有馬
- キャッシュブリッツ（2024年オータムカップ）[14]